# EN119
A EN 119 é uma estrada nacional que integra a rede nacional de estradas de Portugal.
Liga o Montijo a Portalegre. Foi projectada para ligar directamente a capital do Alto Alentejo a Lisboa, via Barreiro. No princípio do seu trajecto, em Alcochete, a N118 tem um traçado comum ao da N 119, separando-se desta no Campo de Tiro de Alcochete. Atravessa localidades como Santo Estevão e Coruche, Ponte de Sôr e Crato. Esta estrada nunca foi totalmente concluída, sendo disso exemplo a inexistência do troço entre Coruche (Erra) e Montargil, onde deveria entroncar com a N2. A partir de Montargil, a N 119 partilha o mesmo trajecto com a N2 até Ponte de Sôr, onde adquire troço próprio até às proximidades de Alter do Chão, onde entronca actualmente no IC13.
Devido ao IC13, a estrada foi desclassificada desde Alter até Portalegre, o que virá a acontecer nos outros troços da N 119 aquando a construção do IC13.[carece de fontes?]
| Nome da Saída/Localidade Intermédia | Estrada que liga |
| ----------------------------------- | ---------------- |
| Montijo                             | EN 118           |
| Infantado                           | EN 10 ; A13      |
| Coruche                             | EN 114           |
| Alter do Chão                       | IC13             |